# リシャール3世 (ノルマンディー公)
リシャール3世（Richard III, 997/1001年 - 1027年8月6日）は、ノルマンディー公（在位：1026年 - 1027年）。ノルマンディー公リシャール2世の長男。リシャールの治世は1年足らずで、弟の反乱に始まり、リシャールの原因不明の死によって終わった。

## 生涯
1020年頃、父リシャールは婿である後のブルゴーニュ伯ルノー1世を助けるため、息子リシャールと大軍を送った。ルノーは当時オセール司教でシャロン伯のユーグ1世に捕えられ、監禁されていた。
父リシャールは1026年8月に死去し、長男であるリシャールがノルマンディー公位を継承した。しかし継承後まもなく、弟ロベールがノルマンディーの国境にあるイエモワの領地に不満をもち、リシャールに対して反乱を起こした。ロベールはファレーズの町を包囲したが、間もなく退却を余儀なくされた。リシャールはロベールを捕縛したが、ロベールからの忠誠の誓いを受け、解放した。しかしリシャールは軍を解散してルーアンに戻って間もなく、突然死去した（暗殺の疑いがあるとも言われている）。ノルマンディー公位は弟ロベールの手に渡った。

## 結婚と子女
1027年1月、リシャールはフランス王ロベール2世の娘アデルと結婚した。リシャールの死後、アデルはフランドル伯ボードゥアン5世と再婚した。リシャールとアデルの間に子はいなかった。
素性不明の女性との間に2人の子がいる。
- アリス（アリックス） - バイユー子爵ラナルフと結婚[1][5]
- ニコラ（1092年2月26日没） - フェカンの修道士、ルーアンのサン＝トゥアン修道院長[1][6]